# Browns (Alabama)
Browns ist ein gemeindefreies Gebiet im Dallas County im Bundesstaat Alabama in den Vereinigten Staaten.

## Geographie
Browns liegt im Zentrum Alabamas im Süden der Vereinigten Staaten.
Nahegelegene Orte sind unter anderem Uniontown (12 km westlich), Marion Junction (12 km östlich), Marion (19 km nördlich), Faunsdale (21 km westlich) und Valley Grande (23 km östlich). Die nächste größere Stadt ist mit 205.000 Einwohnern die etwa 90 Kilometer östlich entfernt gelegene Hauptstadt Alabamas, Montgomery.

## Geschichte
Der Ort wurde nach Jesse Browns benannt, der Land für die Errichtung einer Bahnstation bereitstellte.
1878 wurde ein Postamt eröffnet.

## Verkehr
Browns liegt unmittelbar an einer Trasse, auf der der U. S. Highway 80 gemeinsam mit der Alabama State Route 8 verläuft. Östlich des Ortes befindet sich eine Kreuzung mit der Alabama State Route 5.
Etwa 7 Kilometer nördlich befindet sich der Flughafen Vaiden Field, 36 Kilometer südöstlich außerdem der Craig Field Airport.